# Langon, Gironde

Langon este o comună în departamentul Gironde din sud-vestul Franței. În 2009 avea o populație de 7.396 de locuitori.

## Evoluția populației
| An        | 1975  | 1982  | 1990  | 1999  | 2006  | 2009  |
| --------- | ----- | ----- | ----- | ----- | ----- | ----- |
| Populație | 5.843 | 5.836 | 5.842 | 6.168 | 7.135 | 7.396 |

Langon este un oraș Franța, sub-prefectură a departamentului Gironde, în regiunii Aquitania.